# Pedro Passos Coelho
Pedro Manuel Mamede Passos Coelho mais conhecido por Pedro Passos Coelho (Coimbra, 24 de julho de 1964) é um gestor, político e professor universitário português. Foi presidente do Partido Social Democrata (PSD) e primeiro-ministro de Portugal entre 2011 e 2015 durante o XIX e XX Governo Constitucional.
Passos Coelho iniciou a sua vida política na Juventude Social Democrata da qual foi presidente de 1990 a 1995. Nessa época notabilizou-se pela adopção de causas progressistas fraturantes como o fim do serviço militar obrigatório e o fim das propinas nas universidades, participando em protestos com o lema “Não Pagamos!”. Foi também eleito deputado na Assembleia da República em 1991, mais tarde apresentou uma candidatura para liderar o PSD nas Eleições diretas de 2008 candidatura essa que falhou, obtendo o 2º lugar numa corrida a três com Manuela Ferreira Leite a vencer a corrida com Pouca margem contra Passos Coelho e Pedro Santana Lopes, tendo este último já sido líder do partido e primeiro-ministro entre 2004 e 2005 e ficado em 3º lugar nesta tentativa e tendo também mais tarde apresentado uma nova candidatura em 2018 contra Rui Rio e perdendo novamente. Passos viria a liderar o PSD em 2010, sucedendo a Manuela Ferreira Leite e liderando a oposição ao Partido Socialista de José Sócrates.
Em 2011 toma posse como Primeiro-Ministro de Portugal, depois de vencer as eleições legislativas portuguesas de 2011 e de assinar um acordo de coligação pós-eleitoral com o CDS-PP de Paulo Portas. Este governo ficou com a incumbência de cumprir o memorando da Troika e o resgate financeiro de Portugal, no rescaldo da crise financeira de 2008. Devido às medidas de austeridade que foram tomadas, o seu governo passou por várias vagas de contestação social. Apesar disso, a coligação PSD-CDS, venceu as eleições legislativas portuguesas de 2015, mas sem obter uma maioria qualificada no parlamento, o que permitiu aos partidos de esquerda apoiarem uma solução governativa do PS de António Costa que acabaria por formar governo numa solução governativa denominada por Paulo Portas como “Geringonça”, termo este que viria a ser célebre e popular “Crise do Irrevogável” os chumbos do Tribunal Constitucional a algumas medidas de austeridade e a queda do Banco Espírito Santo foram os momentos mais marcantes do seu governo.
Passos Coelho liderou a oposição ao governo socialista até Fevereiro de 2018, altura em que abandona a liderança do PSD depois de um fraco resultado nas eleições autárquicas de 2017 e é sucedido por Rui Rio. 
Passos Coelho é hoje docente universitário e uma presença de enorme impacto mediático em Portugal. Nos últimos anos, tem-se aproximado à direita conservadora portuguesa, apadrinhando várias iniciativas no seio da sociedade civil ligadas a grupos de defesa da vida e da família. Passos Coelho tem sido também vocal na necessidade de entendimentos entre os partidos da direita e não exclui o Chega (considerado extrema-direita) da equação governamental considerando que não se trata de um partido anti-democrático.

## Biografia

### Vida pessoal
Nasceu na freguesia da Sé Nova, em Coimbra, filho de António Passos Coelho (Vila Real, Vale de Nogueiras, 31 de maio de 1926 – 4 de fevereiro de 2019), médico, e de Maria Rodrigues dos Santos Mamede (Ourique, Santana da Serra, c. 1930 – Vila Pouca de Aguiar, 3 de outubro de 2022), enfermeira. É o mais novo de quatro irmãos e irmãs (incluindo Miguel, que sofre de paralisia cerebral, e Maria Teresa, médica como o seu pai).
Passou a infância em Angola, onde o pai exercia medicina, vivendo em Silva Porto e em Luanda. Regressou a Portugal após a Revolução de 25 de Abril de 1974, tendo ido viver com a família para Vale de Nogueiras, concelho de Vila Real, de onde o seu pai é originário. Concluiu o ensino secundário na Escola Secundária Camilo Castelo Branco, no mesmo concelho. Em 1982/1983, lecionou a disciplina de matemática numa escola secundária de Vila Pouca de Aguiar. Ingressou na licenciatura de matemática na Faculdade de Ciências da Universidade de Lisboa, mas acabou por não prosseguir esse curso. Licenciou-se em Economia em 2001, na Universidade Lusíada de Lisboa.
Em 2025, vive entre Massamá e Lisboa, é viúvo, tem três filhas e um neto.

### Carreira profissional e política
Integrou no Conselho Nacional da Juventude Social Democrata (JSD) e foi representante no Conselho Nacional do Partido Social Democrata. Foi, ainda, co-autor de Juventude: Que Futuro em Portugal, publicado em 1981, pelo Instituto Sá Carneiro. No final da década de 1980, integra a vice-presidência da JSD, tendo posteriormente assumido a sua presidência. Em 1991, ingressa na Assembleia da República na qualidade de deputado, tendo desempenhado funções de vice-presidente do Grupo Parlamentar e porta-voz do Partido Social Democrata. Exerceu o cargo de vereador sem pelouro na Câmara Municipal da Amadora entre 1997 e 2001, altura em que fundou o Movimento Pensar Portugal.
Iniciou também, em 2001, o desempenho de vários cargos profissionais enquanto consultor e gestor, exercendo funções em várias empresas, a maioria na área do meio ambiente. No ano de 2004, assume a direção financeira da Fomentinvest, SGPS, S.A., e o cargo de administrador executivo da mesma em 2007, função esta que mantém, a par com a presidência de várias empresas do grupo.
Em 2005, foi eleito presidente da Assembleia Municipal de Vila Real pelo PSD. Em 2008, fundou a Plataforma de Reflexão Estratégica – Construir Ideias, uma plataforma de análise e debate dos temas da agenda do país. Também em 2008, assume-se como candidato à presidência do PSD nas eleições diretas de maio desse ano, tendo sido eleito membro do Conselho Nacional do PSD no mês seguinte.
Tendo aderido à Juventude Social Democrata em 1978, chegou a presidente da sua Comissão Política Nacional, em 1990, cargo que ocupou até 1995. Foi deputado à Assembleia da República, pelo círculo eleitoral de Lisboa, entre 1991 e 1999. Integrou a Assembleia Parlamentar da OTAN, até 1995, e foi vice-presidente do grupo parlamentar do PSD, de 1996 a 1999. Foi candidato a presidente da Câmara Municipal da Amadora, em 1997, exercendo o cargo de vereador até 2001.
É licenciado em Economia pela Faculdade de Economia da Universidade Lusíada de Lisboa, desde 2001. Anteriormente, já tinha trabalhado na Quimibro, empresa que se dedica ao trading nos mercados de metais, de José Bento dos Santos, entre 1987 e 1989, e iniciado a sua atividade de consultor na Tecnoforma, em 2000. Em 2001, tornou-se colaborador da LDN Consultores, até 2004. Dirigiu o Departamento de Formação da URBE — Núcleos Urbanos de Pesquisa e Intervenção, entre 2003 e 2004. Em 2004, Ângelo Correia convida-o para ingressar no Grupo Fomentinvest, onde será diretor financeiro, até 2006, e administrador executivo, entre 2007 e 2009. Foi também presidente do Conselho de Administração das participadas Ribtejo e da HLC Tejo, a partir de 2005 e 2007, respetivamente. Entre 2007 e 2010, lecionou no Instituto Superior de Ciências Educativas.

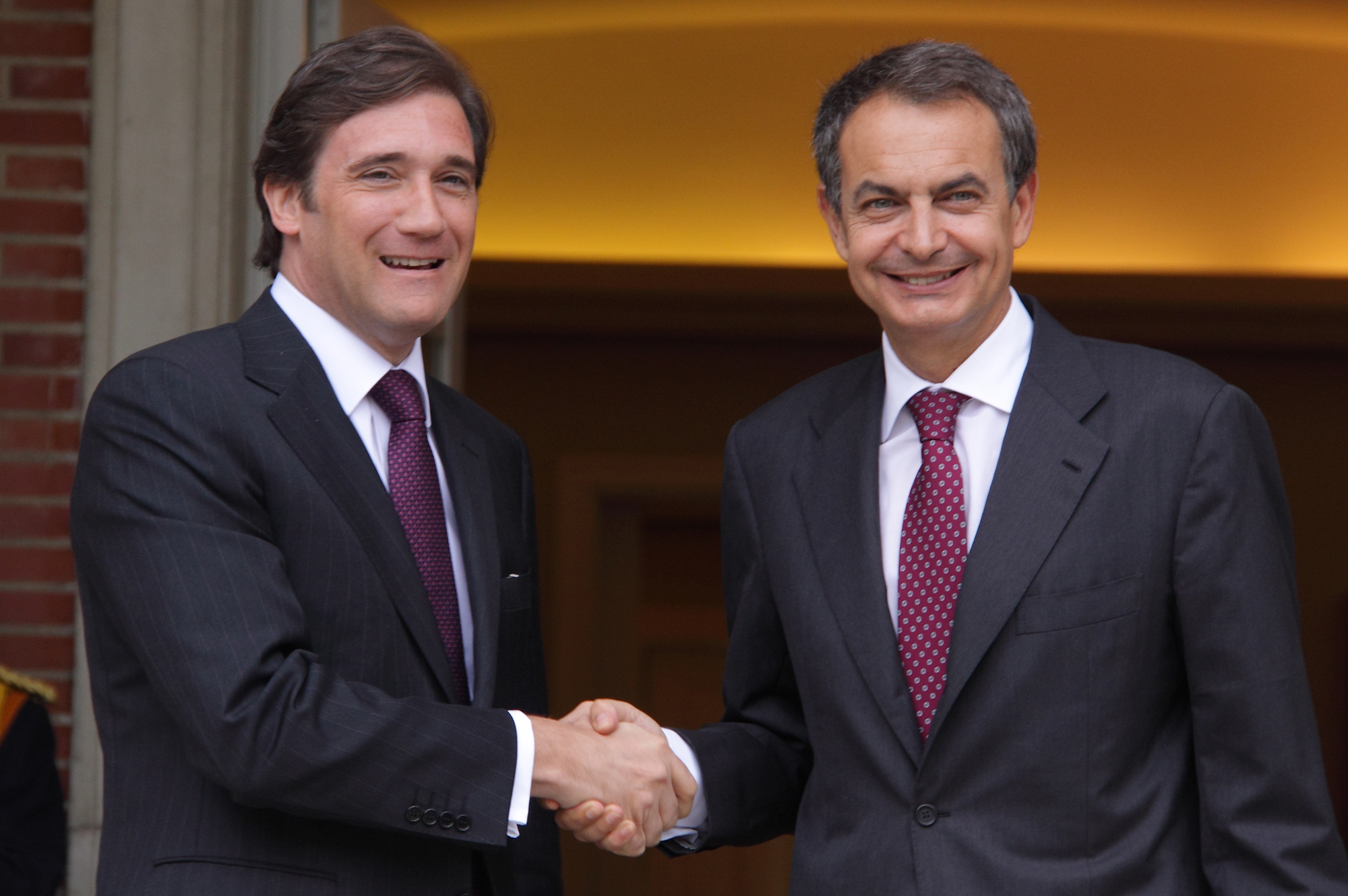
Passos Coelho com o antigo primeiro-ministro espanhol, José Luis Rodríguez Zapatero

Foi co-fundador do Movimento Pensar Portugal, em 2001, vice-presidente da Comissão Política Nacional do PSD, na direção de Luís Marques Mendes, de 2005 a 2006, e presidente da Assembleia Municipal de Vila Real. Em maio de 2008, candidatou-se, pela primeira vez, à presidência do PSD, propondo uma revisão programática de orientação liberal. Derrotado por Manuela Ferreira Leite, fundou, com um conjunto de apoiantes, o think tank Construir Ideias. Já em janeiro de 2010, lançou o livro Mudar e assumiu-se, de novo, candidato às eleições diretas de março desse ano. Eleito presidente do PSD a 26 de março de 2010, foi o líder do maior partido da oposição, viabilizando no parlamento o segundo de três Programas de Estabilidade e Crescimento (PEC) apresentados pelo PS. Tendo o PEC I sido viabilizado pelo PSD antes de Passos ser eleito e o PEC III passado com a abstenção do PSD e votos contra da restante oposição. A recusa de apoio a um quarto PEC, em sintonia com toda a restante oposição parlamentar, e a necessidade de Portugal recorrer à ajuda externa (do FMI, do BCE e da UE) face à incapacidade autónoma de travar o défice das contas públicas portuguesas induziram o primeiro-ministro socialista, José Sócrates, a demitir-se do cargo de primeiro-ministro e obrigaram o Presidente Aníbal Cavaco Silva a convocar eleições antecipadas para 5 de junho de 2011.
Foi assim candidato nas eleições legislativas de 2011, vencidas pelo PSD, tendo deixado em segundo lugar o Partido Socialista, liderado por José Sócrates, primeiro-ministro demissionário e candidato a um novo mandato.

## Primeiro-ministro de Portugal

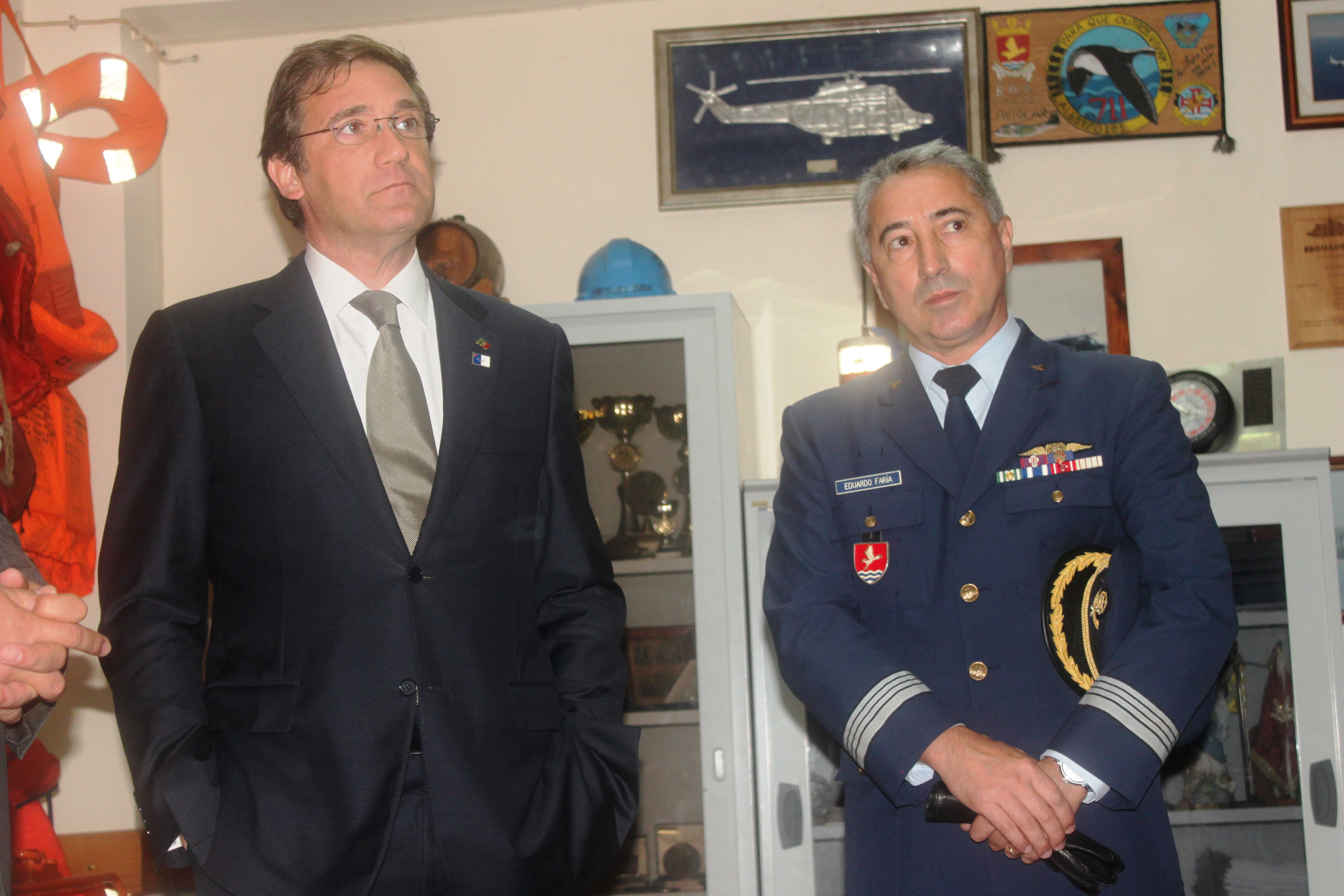
Pedro Passos Coelho numa visita oficial à Base Aérea das Lajes, em 2014, ao lado do anterior comandante da BA4, o coronel Faria.

Foi primeiro-ministro de Portugal, liderando um Governo de coligação PPD/PSD.CDS-PP, que tomou posse a 21 de junho de 2011.
No discurso de tomada de posse, afirmou que procuraria que o Estado desse "exemplo de rigor e contenção para que haja recursos para os que mais necessitam; e o [...] Governo será o líder desse exemplo, como de resto a decisão de não nomear novos governadores civis já sinaliza". Na mesma intervenção, apontou as tarefas prioritárias do Governo: estabilizar as finanças, socorrer os mais necessitados e fazer crescer a economia e o emprego, e prometeu: ″Ninguém pode ser deixado para trás. Não queremos uma sociedade que abandona os seus pobres, que ignora as pessoas com deficiência, que não socorre os seus aflitos, que esquece os seus emigrantes, que rejeita os que procuram o nosso País para trabalhar e viver, que desampara os seus idosos, que se fecha aos seus desempregados.″.
Este período ficou marcado pela aplicação do pacote de austeridade aprovado pelo governo de José Sócrates.
Após ser eleito primeiro-ministro de Portugal, o então ministro das finanças Teixeira dos Santos afirmou que o país só tinha dinheiro para pagar salários e pensões até ao final de maio de 2011.
A "receita económica" do seu governo passou por uma redução da despesa primária e pelo estímulo das exportações nacionais.
Concluiu o pacote económico-financeiro em 2014 e recusou todos mecanismos de apoio, preferindo uma "saída limpa", garantindo ter reservas suficientes para enfrentar quaisquer possíveis turbulências. No entanto, no fim do seu primeiro mandato, a dívida pública subiu para 132%, registando um aumento percentual de 18% e a taxa de desemprego subiu de 13.4% para 14.8%, entre 2011 e 2014.
Tendo sido também durante o seu mandato que foi atingido o valor mais elevado de sempre de Portugueses emigrados, com 134.624 pessoas registadas com residência permanente no estrangeiro em 2014.
Portugal foi distinguido como o único país do Sul da Europa a sair da crise com menos disparidade entre os salários mais altos e os salários mais baixos. As autoras do estudo atribuem este resultado à "progressividade" na distribuição dos cortes (e a subida das exportações), sublinhando que a desigualdade em Portugal teve o seu valor mais baixo em 2004.
Foi novamente empossado como primeiro-ministro do XX Governo Constitucional a 30 de outubro de 2015, na sequência da vitória da coligação Portugal à Frente (PàF) nas eleições legislativas de 2015. No entanto, em 10 de novembro de 2015, uma moção de rejeição ao programa do Governo foi aprovada com os votos do PS, BE, PCP, PEV e PAN, obrigando à queda do governo e regressando assim ao posto de líder da oposição. 
Na sequência das eleições autárquicas de 2017, em que o PSD teve um fraco resultado eleitoral, anunciou a intenção de não se recandidatar à presidência do partido nas eleições diretas de 2018. As eleições foram ganhas por Rui Rio, seu sucessor no 37.º congresso do PSD em fevereiro de 2018.
Em Setembro de 2018, Pedro Passos Coelho recusou ser condecorado com a Grã-Cruz da Ordem Militar de Cristo pelo Presidente da República Marcelo Rebelo de Sousa.

## Condecorações[31]
- Grã-Cruz da Ordem do Mérito da Polónia (6 de agosto de 2012)
- Grã-Cruz com Diamantes da Ordem El Sol do Peru (6 de agosto de 2012)
- Banda de Categoria Especial da Ordem Mexicana da Águia Azteca do México (28 de outubro de 2014)

## Professor Universitário
Em 2018 tornou-se professor universitário, dando aulas em áreas económicas e de administração pública no Instituto Superior de Ciências Sociais e Politicas e na Universidade Lusíada.
Leciona em conjunto com o seu professor e secretário de estado dos assuntos fiscais Hélder Reis nas áreas relacionadas com a macroeconomia no curso de Administração Pública do Instituto Superior de Ciências Sociais e Políticas.
É colega universitário de António José Seguro (Líder de oposição do XIX Governo Constitucional) no ISCSP. 

## Vida privada
Foi casado em primeiras núpcias com Fátima Padinha, uma das quatro vocalistas do grupo musical Doce, com quem teve duas filhas, Joana e Catarina.
Casou-se em segundas núpcias com Laura Maria Garcês Ferreira, uma fisioterapeuta natural de Bissau, filha de Tomás Ferreira e de sua mulher Domitília Garcês, tendo com esta uma filha, nascida em 2007, e uma enteada, nascida em 1994 do primeiro casamento de sua segunda mulher. Laura Ferreira faleceu a 25 de fevereiro de 2020, vítima de doença prolongada. Em 2023, foi alvo de um furto ao seu carro e computador durante as suas férias em Ilhâvo bem como também já foi alvo de ameaças e intimidações, além disso consta que está em dificuldades financeiras e que teve alopecia ansiosa e síndrome de burn out. Magazines cor de rosa já insinuaram que Passos teria nova namorada mas tal foi desmentido pelo próprio.

## Regresso e Polémicas
No inicio de 2015, torna-se do conhecimento público que, tal como 107 mil outros Portugueses, não pagou à Segurança Social a sua contribuição enquanto trabalhador independente, antes de ser nomeado primeiro-ministro, situação que aconteceu durante a Governação do Partido Socialista. À data, a dívida encontrava-se prescrita, mas optou por ainda assim pagar o valor em dívida.
As suas primeiras declarações foram no sentido de que não pagou a dívida por desconhecimento de que o deveria fazer, uma vez que nunca havia sido informado para o fazer. Posteriormente, surgem indicativos que este pediu esclarecimentos sobre a sua situação fiscal, já quando ocupava o cargo de primeiro-ministro, tendo então intenção de pagar a dívida, já prescrita, quando o seu mandato terminasse. A polémica gerada em torno do caso foi categorizada pelo então Presidente da República, Cavaco Silva, como campanha eleitoral. A Autoridade Tributária e Aduaneira instaurou processos disciplinares aos funcionários que consultaram os dados fiscais de Passos Coelho, e de outros contribuintes, por alegada quebra de sigilo fiscal.
Em 2017, a empresa Tecnoforma, da qual foi consultor e administrador, foi investigada pelo gabinete Antifraude da União Europeia. Nesse mesmo ano é o próprio Ministério Público que arquiva o processo, considerando não ter existido crime na atividade da empresa. Em finais de 2023, no dia seguinte após a demissão do então primeiro-ministro António Costa devido a suspeitas de corrupção, Passos Coelho mencionou, em resposta a uma jovem numa escola em Oeiras, que o Chega (partido de extrema-direita português com posições fortemente anti-islão e anti-comunidade cigana) não era um partido anti-democrático criando polémica. Passos foi criticado por todo o espectro politico, desde o Bloco de Esquerda (esquerda) até á Iniciativa Liberal (direita liberal). Apenas o próprio Chega não criticou o ex-primeiro-ministro e Montenegro, que viu como uma afronta à sua liderança tal declaração, não comentou e escusou-se a opinar. Dias depois, Passos veio publicamente criticar o primeiro-ministro demissionário António Costa, alegando que este se havia demitido por “indecente é má figura” e que era o 1º caso de uma demissão de um chefe de governo português por tal motivo.
Mais tarde, na campanha da AD ás Legislativas de 2024, Passos Coelho foi a Faro, Algarve discursar, num local onde já se sabia que o Chega tinha força reforçada e superior a todo o território nacional, cenários esses que se vieram a confirmar nas Legislativas de 10 de março 2024, em que o Chega venceu o distrito de Faro com cerca de 27%. Passos Coelho gerou controvérsia ao se mostrar fortemente anti-imigração e alegando que estes provocavam insegurança na população, factos que vieram a ser parcialmente apurados, com entrevistas à população mais idosa sustentando as afirmações mas relatórios do governo contrariando as alegações e alegando que a criminalidade não estava relacionada com a imigração.
Houve especulação sobre se caso a AD perdesse Passos poderia ser o nome apontado para liderar um governo PSD-CDS-IL-CHEGA, semelhante àGeringonça, mas de direita. No entanto, Passos Coelho (segundo fontes próximas) não voltaria sem ir a votos e recusava ser Primeiro-ministro sem ter sido eleito e por isso havia também o cenário de Montenegro apresentar a demissão da liderança do PSD e serem convocadas novas legislativas no final de 2024 com Passos candidato pela AD, cenário apoiado pelo Chega e criticado tacitamente por Luís Montenegro. Mas todavia esse cenário não  ocorreu e Luís Montenegro foi eleito primeiro-ministro para governar na condição de minoria parlamentar com menos apoio parlamentar de sempre e menor diferença para o 2º classificado, o PS agora liderado por Pedro Nuno Santos, que obteve o mesmo número de deputados do PSD na eleição mais renhida de sempre da história desde o 25 de abril de 1974.
Mais tarde, Passos Coelho aceitou em Abril, pouco tempo depois da tomada de posse de Montenegro como primeiros-ministro, apresentar um livro ultraconservador com ligações ao Salazarismo e à Opus Dei e com apoio de figuras públicas conservadoras tais como Manuel Monteiro, Diogo Pacheco de Amorim, André Ventura, Rita Matias, Maria João Avillez, António Bagão Félix, Francisco Rodrigues dos Santos e Nuno Melo. Nessa apresentação, Passos atacou os casais homossexuais, os imigrantes muçulmanos, as ex-colónias, a eutanásia, o aborto, o feminismo e as bases disciplinares atuais da escola pública, que este considera “sovietizada e esdrúxula”. Também defendeu os cheques ensino, direito livre ao ensino doméstico, penas de prisão maiores para criminosos perigosos, deportação de imigrantes que cometam crimes, o direito dos pais comandarem a educação dos filhos e fim da venda das pílulas e tratamentos para transição de género. Foi amplamente criticado por tais posições ultraconservadoras, e mais uma vez, especulou-se sobre o futuro do ex-primeiro-ministro na política.
Passos rejeitou uma candidatura a Belém mas todavia tal mantém-se no ar pois Passos é um conhecido gestor de silêncios e até á última hora oculta a sua real intenção política, bem como por Luís Marques Mendes, o candidato favorito do núcleo duro da AD e do primeiro-ministro Montenegro, não entusiasma os eleitores e a base militante do PSD. Assim como António José Seguro, Passos tem sido cotado para candidato a Belém devido a ambos terem um estatuto de seriedade acima da média e de estarem afastados e desligados das mais influentes lideranças recentes de PS e PSD, tendo Seguro sido ‘traído’ segundo o próprio por António Costa lhe ter tirado o posto e sido candidato de repente contra Seguro e tendo Passos sido esquecido por Montenegro e não tendo sido mencionado pelo actual líder e primeiro-ministro como um possível candidato a Belém assim como pelo mesmo se ter negado a ceder-lhe o posto de líder do PSD para ser candidato ás legislativas 2024, embora Passos também se tenha recusado a avançar e tenha esperado uma desistência de Montenegro e posto isso como única hipótese de regresso a São Bento como primeiro-ministro.

## História eleitoral

### Liderança do PSD, 31 de maio de 2008
| Partido                    | Partido         | Candidato              | Votos  | Votos (%) |
| -------------------------- | --------------- | ---------------------- | ------ | --------- |
|                            | PSD             | Manuela Ferreira Leite | 17 224 | 37,9%     |
|                            | PSD             | Pedro Passos Coelho    | 14 134 | 31,1%     |
|                            | PSD             | Pedro Santana Lopes    | 13 427 | 29,55%    |
|                            | PSD             | Patinha Antão          | 308    | 0,68%     |
| Totais                     | Totais          | Totais                 | 45 093 |           |
| Votos em Branco            | Votos em Branco | Votos em Branco        | 254    | 0,56%     |
| Votos Nulos                | Votos Nulos     | Votos Nulos            | 97     | 0,21%     |
| Participação               | Participação    | Participação           | 45 444 | 58,95%    |
| Fonte: Resultados Oficiais |                 |                        |        |           |

### Liderança do PSD, 26 de março de 2010
| Partido                    | Partido         | Candidato                | Votos  | Votos (%) |
| -------------------------- | --------------- | ------------------------ | ------ | --------- |
|                            | PSD             | Pedro Passos Coelho      | 31 671 | 61,2%     |
|                            | PSD             | Paulo Rangel             | 17 821 | 34,44%    |
|                            | PSD             | José Pedro Aguiar-Branco | 1 769  | 3,42%     |
|                            | PSD             | Castanheira Barros       | 138    | 0,27%     |
| Totais                     | Totais          | Totais                   | 51 399 |           |
| Votos em Branco            | Votos em Branco | Votos em Branco          | 241    | 0,47%     |
| Votos Nulos                | Votos Nulos     | Votos Nulos              | 108    | 0,21%     |
| Participação               | Participação    | Participação             | 51 748 | 66,26%    |
| Fonte: Resultados Oficiais |                 |                          |        |           |

### Eleições Legislativas de 2011
A tabela seguinte indica o total de votos obtidos por cada um dos partidos e coligações nas eleições legislativas portuguesas de 2011.
| Partido                                                                                              | Partido         | Candidato            | Votos     | Votos (%) | Votos (±) | Assentos | Assentos (%) | Assentos (±) |
| --- | --------------- | -------------------- | --------- | --------- | --------- | -------- | ------------ | ------------ |
| | PPD/PSD         | Pedro Passos Coelho  | 2 159 181 | 38,66%    | +9,55%    | 108      | 46,96%       | +27          |
| | PS              | José Sócrates        | 1 566 347 | 28,05%    | −8,51%    | 74       | 32,17%       | −23          |
| | CDS–PP          | Paulo Portas         | 653 888   | 11,71%    | +1,28%    | 24       | 10,43%       | +3           |
| | PCP–PEV(a)      | Jerónimo de Sousa    | 441 147   | 7,9%      | +0,04%    | 16       | 6,96%        | +1           |
| | B.E.            | Francisco Louçã      | 288 923   | 5,17%     | −4,64%    | 8        | 3,48%        | −8           |
| | PCTP/MRPP       | Garcia Pereira       | 62 610    | 1,12%     | +0,19%    | 0        | 0%           | 0            |
| | PAN             | Paulo Borges         | 57 995    | 1,04%     | +1,04%    | 0        | 0%           | 0            |
| | MPT             | Pedro Quartin Graça  | 22 705    | 0,41%     | +0,35%    | 0        | 0%           | 0            |
| | MEP             | Rui Marques          | 21 942    | 0,39%     | −0,06%    | 0        | 0%           | 0            |
| | P.N.R.          | José Pinto Coelho    | 17 548    | 0,31%     | +0,11%    | 0        | 0%           | 0            |
| | PTP             | Amândio Madaleno     | 16 895    | 0,3%      | +0,21%    | 0        | 0%           | 0            |
| | PPM             | Paulo Estêvão        | 14 687    | 0,26%     | −0,01%    | 0        | 0%           | 0            |
| | PND             | -                    | 11 806    | 0,21%     | −0,18%    | 0        | 0%           | 0            |
| | PPV             | Luís Botelho Ribeiro | 8 209     | 0,15%     | −0%       | 0        | 0%           | 0            |
| | POUS            | Carmelinda Pereira   | 4 572     | 0,08%     | +0%       | 0        | 0%           | 0            |
| | PDA             | Pedro Batista        | 4 569     | 0,08%     | +0,08%    | 0        | 0%           | 0            |
| | P.H.            | Manuela Magno        | 3 588     | 0,06%     | +0,06%    | 0        | 0%           | 0            |
| Totais                                                                                               | Totais          | Totais               | 5 356 612 |           |           | 230      |              |              |
| Votos em Branco                                                                                      | Votos em Branco | Votos em Branco      | 148 618   | 2,66%     | +0,92%    |          |              |              |
| Votos Nulos                                                                                          | Votos Nulos     | Votos Nulos          | 79 399    | 1,42%     | +0,07%    |          |              |              |
| Participação                                                                                         | Participação    | Participação         | 5 584 629 | 58,03%    | −1,65%    |          |              |              |
| ↑(a) Partido Comunista Português (14 deputados) e "Os Verdes" (2 deputados) concorreram em coligação |                 |                      |           |           |           |          |              |              |
| Fonte: Comissão Nacional de Eleições, Assembleia da República - Resultados Eleitorais                |                 |                      |           |           |           |          |              |              |

### Eleições Legislativas de 2015
A tabela seguinte indica o total de votos obtidos por cada um dos partidos e coligações nas eleições legislativas portuguesas de 2015.
| Partido | Partido         | Candidato                 | Votos     | Votos (%) | Votos (±) | Assentos | Assentos (%) | Assentos (±) |
| --- | --------------- | ------------------------- | --------- | --------- | --------- | -------- | ------------ | ------------ |
| | PàF(a)          | Pedro Passos Coelho       | 1 993 921 | 36,86%    | −10,97%   | 102      | 44,35%       | −22          |
| | PS              | António Costa             | 1 747 685 | 32,31%    | +4,26%    | 86       | 37,39%       | +12          |
| | BE              | Catarina Martins          | 550 892   | 10,19%    | +5,02%    | 19       | 8,26%        | +11          |
| | PCP–PEV(b)      | Jerónimo de Sousa         | 445 980   | 8,25%     | +0,35%    | 17       | 7,39%        | +1           |
| | PPD/PSD(c)      | Pedro Passos Coelho       | 81 054    | 1,5%      | +1,5%     | 5        | 2,17%        | −2           |
| | PAN             | André Lourenço e Silva    | 75 140    | 1,39%     | +0,35%    | 1        | 0,43%        | +1           |
| | PDR             | António Marinho e Pinto   | 61 632    | 1,14%     | +1,14%    | 0        | 0%           | 0            |
| | PCTP/MRPP       | Garcia Pereira            | 59 955    | 1,11%     | −0,01%    | 0        | 0%           | 0            |
| | L/TDA           | Rui Tavares               | 39 340    | 0,73%     | +0,73%    | 0        | 0%           | 0            |
| | PNR             | José Pinto Coelho         | 27 269    | 0,5%      | +0,19%    | 0        | 0%           | 0            |
| | MPT             | José Manuel Silva Ramos   | 22 596    | 0,42%     | +0,01%    | 0        | 0%           | 0            |
| | NC              | Mendo Castro Henriques    | 21 439    | 0,4%      | +0,4%     | 0        | 0%           | 0            |
| | AGIR!(d)        | Joana Amaral Dias         | 20 749    | 0,38%     | +0,38%    | 0        | 0%           | 0            |
| | PPM(e)          | Gonçalo da Câmara Pereira | 14 897    | 0,28%     | +0,02%    | 0        | 0%           | 0            |
| | JPP             | Nuno Moreira              | 14 285    | 0,26%     | +0,26%    | 0        | 0%           | 0            |
| | PURP            | António Mateus Dias       | 13 979    | 0,26%     | +0,26%    | 0        | 0%           | 0            |
| | CDS–PP(f)       | Paulo Portas              | 7 536     | 0,14%     | +0,14%    | 0        | 0%           | −1           |
| | AA(g)           | -                         | 3 654     | 0,07%     | +0,07%    | 0        | 0%           | 0            |
| | PPV/CDC         | Tânia Avillez             | 2 659     | 0,05%     | −0,1%     | 0        | 0%           | 0            |
| | PTP(h)          | -                         | 1 748     | 0,03%     | −0,06%    | 0        | 0%           | 0            |
| Totais | Totais          | Totais                    | 5 206 410 |           |           | 230      |              |              |
| Votos em Branco | Votos em Branco | Votos em Branco           | 112 851   | 2,09%     | −0,57%    |          |              |              |
| Votos Nulos | Votos Nulos     | Votos Nulos               | 89 544    | 1,66%     | +0,24%    |          |              |              |
| Participação | Participação    | Participação              | 5 408 805 | 55,86%    | −2,17%    |          |              |              |
| ↑(a) Partido Social Democrata (84 deputados) e CDS – Partido Popular (18 deputados) concorreram em coligação nos círculos de Portugal Continental, Europa e Fora da Europa ↑(b) Partido Comunista Português (15 deputados) e "Os Verdes" (2 deputados) concorreram em coligação ↑(c) Partido Social Democrata (5 deputados) concorreu sozinho nos círculos da Madeira e dos Açores ↑(d) Partido Trabalhista Português e Movimento Alternativa Socialista concorreram em coligação nos círculos de Portugal Continental, Açores, Europa e Fora da Europa ↑(e) Partido Popular Monárquico concorreu sozinho nos círculos de Portugal Continental, Madeira, Europa e Fora da Europa ↑(f) CDS – Partido Popular concorreu sozinho no círculo da Madeira ↑(g) CDS – Partido Popular e Partido Popular Monárquico concorreram em coligação no círculo dos Açores ↑(h) Partido Trabalhista Português concorreu sozinho no círculo da Madeira |                 |                           |           |           |           |          |              |              |
| Fonte: Legislativas 2015 |                 |                           |           |           |           |          |              |              |